# دریاچه بوویلا
دریاچه بوویلا (به لاتین: Lake Bovilla) یک مخزن سد و دریاچه در آلبانی است که در شهرستان تیرانا واقع شده‌است.